# إروين تي كاثارين
إروين تي كاثارين (بالإنجليزية: Irwin T. Catharine) هو مهندس معماري أمريكي، ولد في 22 أكتوبر 1883، وتوفي في 3 مارس 1944.